# Lookout Mountain
Der Lookout Mountain ist ein Berg in der Grenzregion von Georgia, Alabama und Tennessee in den Vereinigten Staaten. Er liegt in der Nähe von Chattanooga. Er bildet gemeinsam mit dem weiter nordwestlich liegenden Sand Mountain den größten Teil des südlichsten Endes des Cumberland Plateaus. Der High Point genannte Gipfel befindet sich in einer Höhe von 729 m auf dem Gebiet des Walker Countys. Die Ausläufer des Berges erstrecken sich bis in den Chickamauga and Chattanooga National Military Park. Am Ende der nördlichen Bergflanke befindet sich die gleichnamige Ortschaft Lookout Mountain, Tennessee. Südlich der Grenze befindet sich in Georgia ebenfalls eine gleichnamige Ortschaft. Vom nördlichen Ende des Lookout Mountains, dem Point Park, sind die Stadt Chattanooga und das Tal des Tennessee Rivers zu sehen; der Berg war deswegen in der Zeit des Sezessionskrieges von militärischer Bedeutung. Am 24. November 1863 war er Schauplatz des zweiten Tages der Schlacht von Chattanooga, auch „Schlacht über den Wolken“ genannt.
Bei Chattanooga befindet sich im Berg eine Höhle mit den Ruby Falls. Weitere Anziehungspunkte für Touristen sind die Felsformationen Rock City. Von einem dortigen Aussichtspunkt aus sind an klaren Tagen die Territorien von vier US-Bundesstaaten sichtbar – Tennessee, North Carolina, Georgia und Alabama, beispielsweise einige Berge in der Umgebung von Knoxville, Tennessee, die etwa 160 km entfernt sind.
Martin Luther King erwähnt den Lookout Mountain in seiner I-Have-a-Dream-Rede

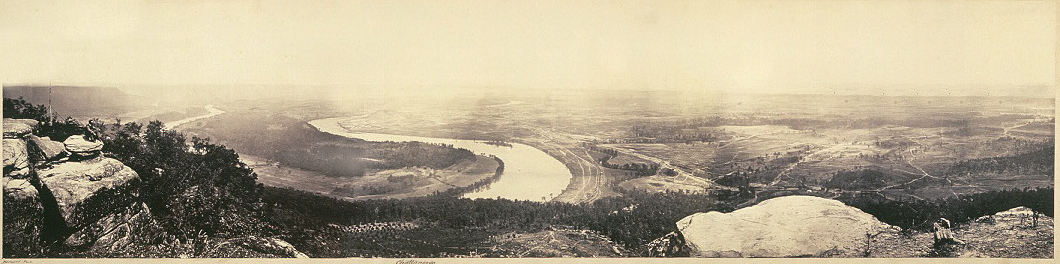
Blick vom Gipfel des Lookout Mountain im Februar 1864, fotografiert von George N. Barnard